# Bitva u Toby a Fušimi
Bitva u Toby a Fušimi (japonsky 鳥羽・伏見の戦い, Toba-Fušimi no Tatakai) byla pozemní bitva mezi procísařskými a šógunátními silami během války Bošin v Japonsku. Uskutečnila se ve dnech 27. – 31. ledna 1868, kdy se poblíž Fušimi utkalo vojsko šógunátu Tokugawa se spojenými silami knížectví Čóšú, Sacuma a Tosa. Bitva trvala 4 dny a skončila rozhodnou porážkou šógunátní armády.

## Pozadí

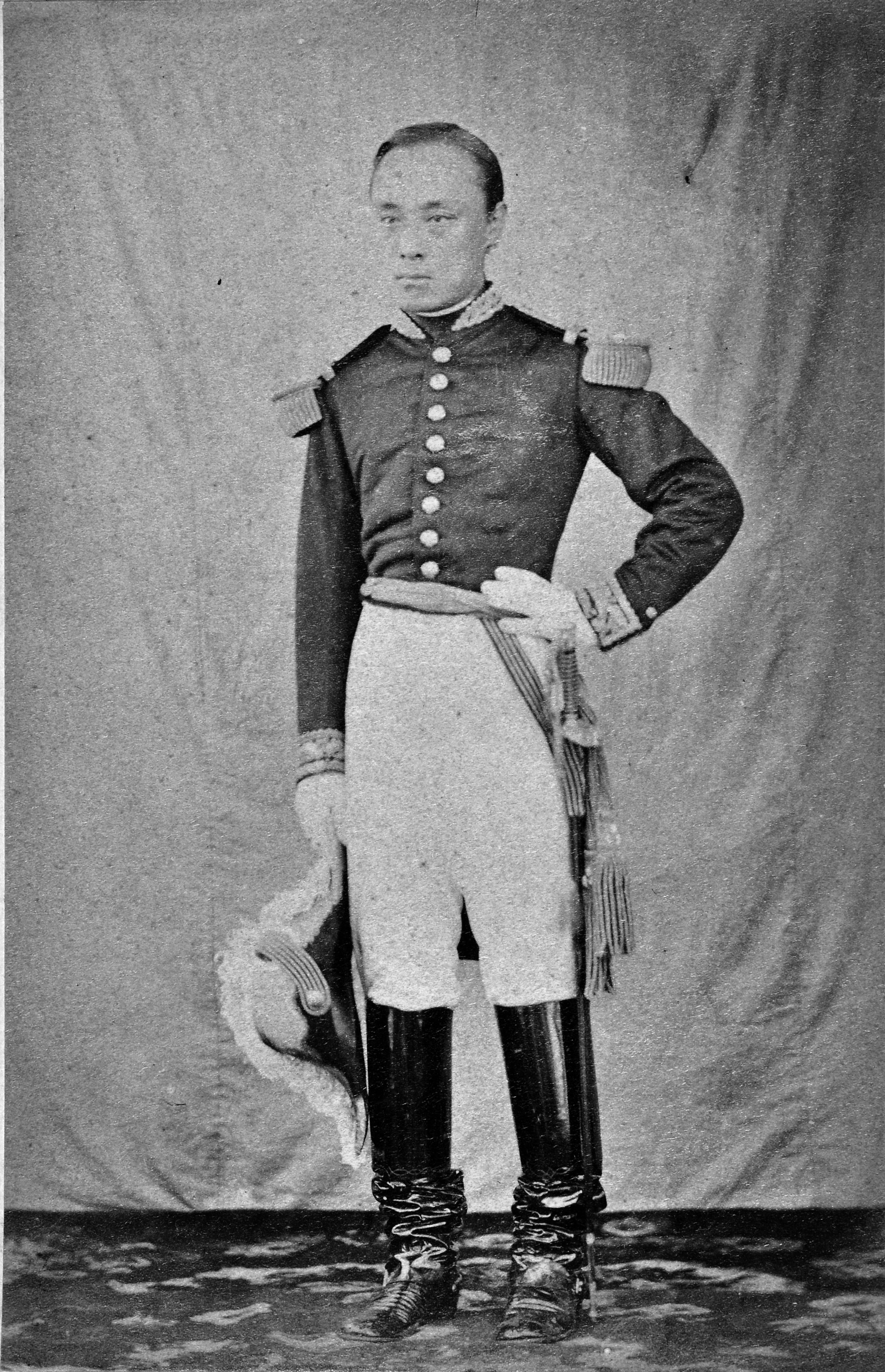
Jošinobu Tokugawa v roce 1867

Dne 3. ledna 1868 byly oficiálně vyhlášeny reformy Meidži. Šógun Jošinobu Tokugawa se již dříve vzdal svých pravomocí, vrátil vládní moc císaři a souhlasil, že „bude nástrojem pro vykonávání císařských příkazů“.  Šógunát Tokugawa skončil. Ačkoli šógun odstoupil, jeho státní aparát dál fungoval. Také rod Tokugawů zůstával v rozvíjejícím se politickém řádu i nadále významnou silou.
Většina členů poradního sboru patnáctiletého císaře Meidžiho byla spokojena s formálním vyhlášením přímé vlády císařského dvora a měla snahu dál podporovat spolupráci s rodem Tokugawů, ale sacumský vojevůdce Takamori Saigó vyhrožoval členům sboru fyzickým násilím ve snaze přinutit je, aby nařídili konfiskaci Tokugawských majetků.
Třebaže Jošinobu Tokugawa zpočátku souhlasil s požadavky císařského dvora, 17. ledna 1868 vyhlásil, že nehodlá být vázán vyhlášením reforem, a vyzval dvůr, aby je zrušil. Po značné provokaci, kterou v Edu vyvolali róninové ze Sacumy, se Jošinobu na své základně na Ósackém hradě 24. ledna rozhodl připravit útok na Kjóto, údajně z toho důvodu, aby odtud vypudil sacumské a čósúské elementy, které ovládly dvůr, a osvobodil mladého císaře z jejich vlivu.

## Úvod

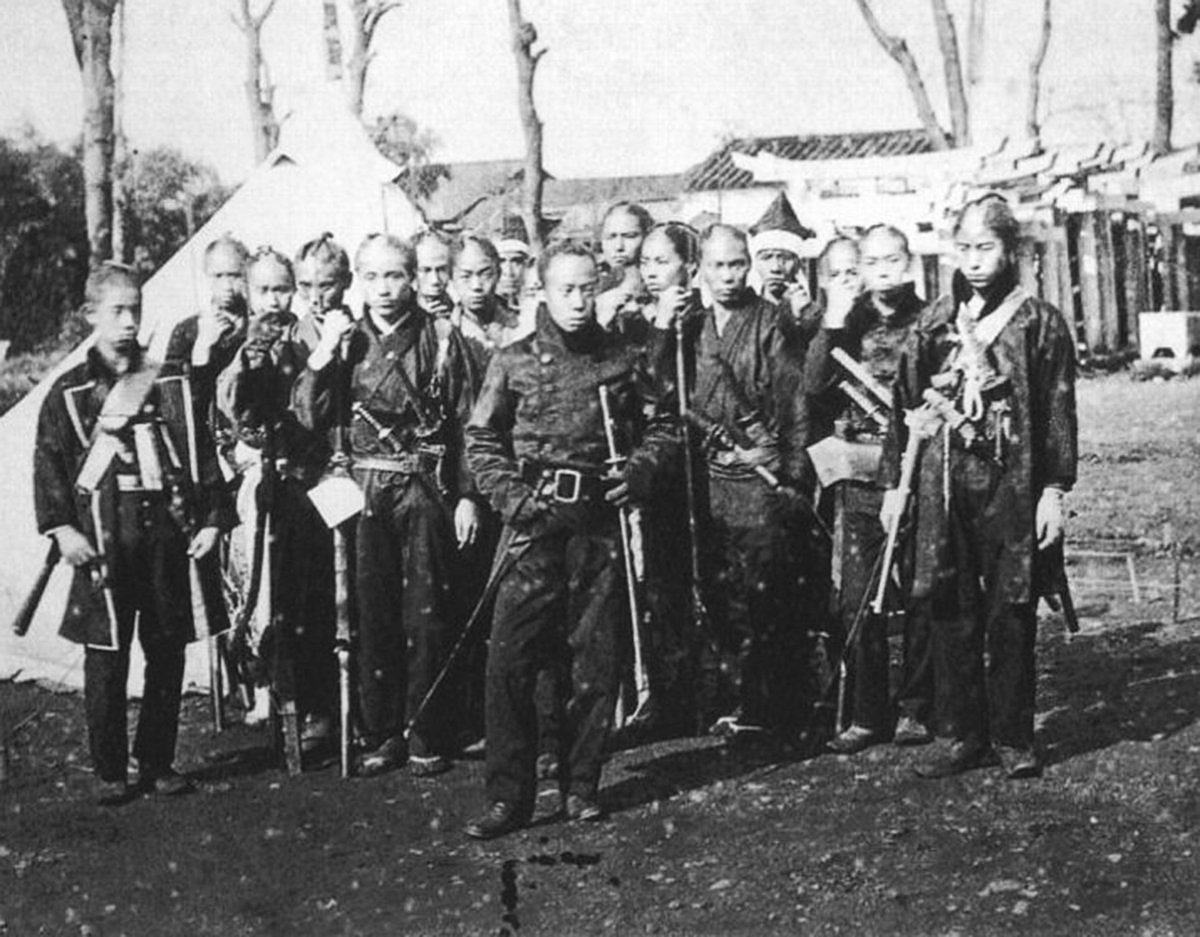
Šógunátní vojáci; voják stojící vpředu na sobě má uniformu západního stylu.

Bitva začala, když se šógunátní síly přesunuly směrem na Kjóto, aby císaři doručily dopis Jošinobua Tokugawy, jímž ho varoval před intrikami plánovanými lidmi ze Sacumy a šlechtici od dvora, kteří je podporovali, jako byl Tomomi Iwakura.
Šógunátní armáda čítající 15 000 mužů přečíslovala spojené sacumsko–čóšúské vojsko v poměru 3:1. Tvořili ji převážně muži z knížectví Kuwana a Aizu posílení dobrovolníky z řad samurajské milice Šinsengumi. Řada z nich byli žoldnéři, elitní jednotky Denšútai však vycvičili francouzští důstojníci, členové francouzské vojenské mise v Japonsku, jako byl kapitán Jules Brunet. Někteří muži nasazení v předních liniích byli vyzbrojeni postaru, kopími naginata a meči. Jednotky z knížectví Aizu však tvořila kombinace moderně vycvičených a vybavených vojáků a samurajů. Podobně, ačkoli na poněkud nižším stupni modernizace, na tom byly i sacumské oddíly. Jednotky bývalé šógunátní vlády byly téměř plně vybavené. Nejmoderněji vybavené a organizované vojsko ze všech mělo knížectví Čošú. Podle historika Conrada Totmana: „Pokud jde o organizaci vojska a výzbroj, můžeme čtyři hlavní protagonisty řadit do následujícího pořadí – nejlepší bylo Čóšú, za ním následovala pěchota bývalé šógunátní vlády, dále Sacuma a nakonec Aizu a většina poddanských vazalských jednotek.“
Na straně šógunátních jednotek neexistoval žádný jasně definovaný záměr bojovat, o čemž svědčí skutečnost, že mnozí muži v oddílech tvořících předvoj neměli nabité pušky. Zdá se, že patřičná motivace a vedení chyběly i na straně samotného šógunátu.
Spojené síly knížectví Sačuma a Čóšú byly sice početně slabší, zato však vybavené moderními houfnicemi Armstrong Whitworth, předovkami Minié a jedním Gatlingovým kulometem. Šógunátní armáda naopak, pokud jde o vybavení, lehce zaostávala, ačkoli její elitní jednotky prošly v nedávné době výcvikem vedeným důstojníky francouzské vojenské mise v Japonsku. Šógun se rovněž spoléhal na jednotky spojeneckých knížectví, které nutně nedosahovaly potřebné úrovně co do vybavení a bojových metod, takže jeho armádu tvořila směsice moderních i zastaralých prvků.  
Flotila Britského královského námořnictva, jež v zásadě podporovalo knížectví Sačuma a Čóšú, kotvila v ósackém přístavu, což nutilo šógunát udržovat v Ósace poměrně velkou posádku, místo aby těmito vojáky posílil ofenzívu v Kjótu. Tato zahraniční námořní přítomnost souvisela s 1. ledna 1868  nařízeným otevřením přístavů Hjógo a Ósaka pro zahraniční obchod a příkazy na ochranu cizozemských kolonií v Hjógu (dnešní Kóbe).

## Události 27. ledna
Jošinobu Tokugawa, který sídlil na Ósackém hradě jižně od Kjóta, začal 27. ledna 1868 přesouvat své jednotky na sever ke Kjótu. Přesun se dál po dvou hlavních cestách, silnici Toba (鳥羽街道) a silnici Fušimi (伏見街道). Celkem postupovalo na Kjóto na 13 000 vojáků. Jednotky nepochodovaly v žádném pravidelném tvaru, ale byly značně rozptýlené. Boje na silnicích Toba a Fušimi se tak zúčastnilo asi 8500 mužů. Vrchním velitelem tažení na Kjóto byl Šigekata Takenaka.

### Střetnutí u silnice Toba

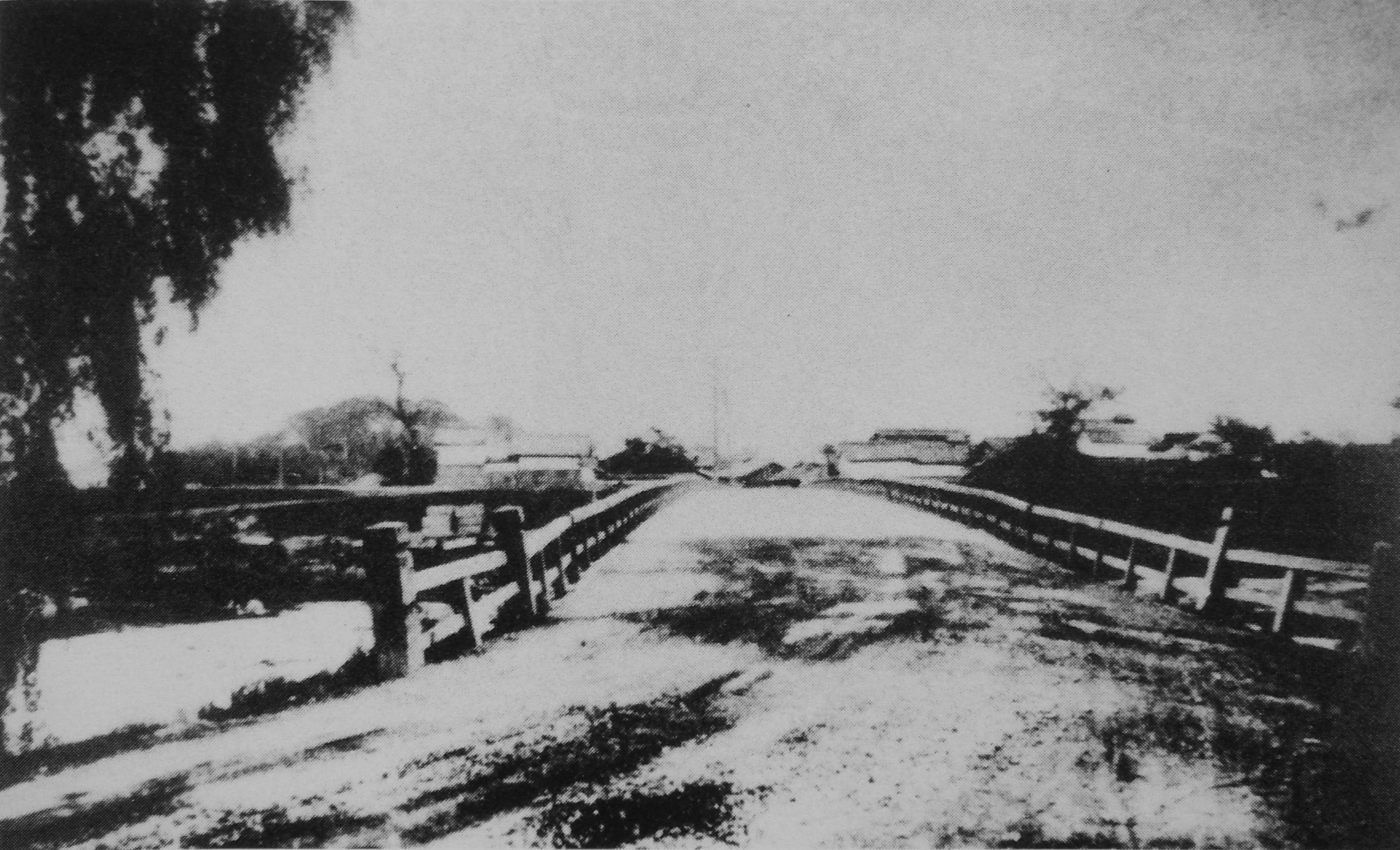
Most Koeda, kde v roce 1868 začal střet u silnice Toba.

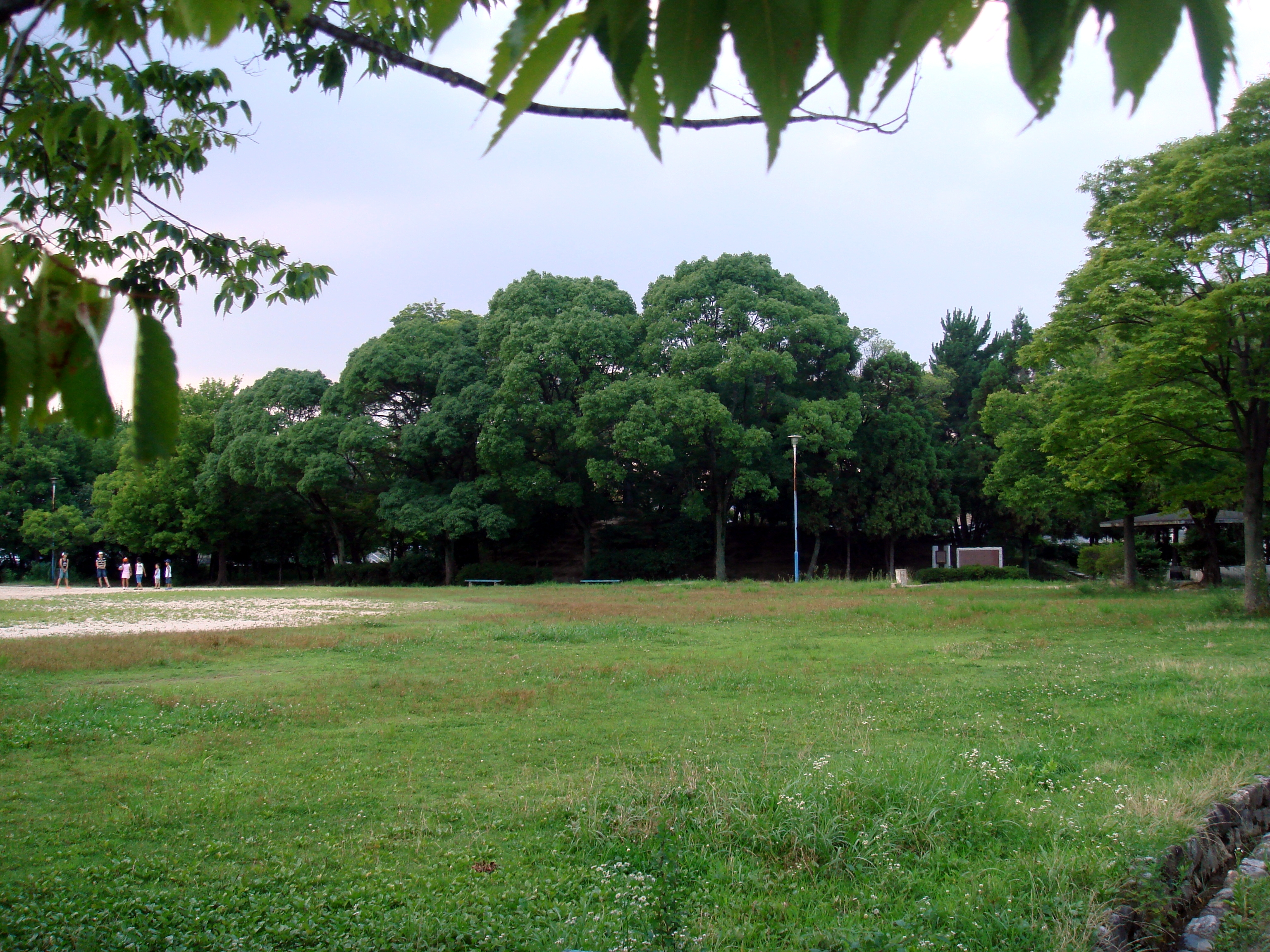
Pohled na tobské bojiště dnes

Po silnici Toba postupovalo asi 2000 až 2500 šógunátních vojáků pod vedením zástupce velitele Tadajukiho Ókuby. Kolem 5. hodiny odpolední se jejich předvoj tvořený asi 400 muži kjótské strážní jednotky Mimawarigumi vyzbrojenými kopími a několika puškami přiblížil k silničnímu zátarasu u mostu Koeda (小枝橋), který střežili sacumští vojáci. (Most stával v místech dnešní kjótské čtvrti Minami-ku.) Za tímto předvojem pochodovaly dva prapory pěchoty s nenabitými puškami, protože vojáci neočekávali žádný boj. O něco dál na jih se nacházelo osm rot vojáků z města Kuwana se 4 děly. Spolu s nimi i nějaké jednotky z měst Macujama a Takamacu a další oddíly, ale šógunátní jezdectvo ani dělostřelectvo nebyly, zdá se, přítomné. Proti nim stálo asi 900 sacumských vojáků chráněných zákopy se 4 děly.
Poté co sacumští vojáci odmítli nechat šógunátní jednotky pokojně projít, zahájili na ně z boku palbu. Byly to první výstřely války Bošin. Jeden ze sacumských dělostřeleckých granátů vybuchl na lafetě vedle koně jednoho z šógunátních velitelů. Kůň se splašil, shodil svého jezdce a vyrazil vpřed, čímž způsobil mezi vojáky v koloně zmatek. Prudký sacumský útok přinutil šógunátní oddíly k rychlému, zmatenému ústupu.
Velitel předvoje Tadasaburo Sasaki přikázal svým mužům, aby zaútočili na sacumské střelce, avšak vzhledem k tomu, že příslušníci Mimawarigumi byli vyzbrojeni v zásadě pouze kopími a meči, pokládali hromadně své životy, aniž čehokoli dosáhli. Kuwanské roty, jimž velel Šigeaki Kubota, však udržely své pozice, takže potyčka přes svoji zuřivost vyznívala nerozhodně. Šógunátní vojáci zapálili při svém ústupu několik stavení, což sacumským ostřelovačům usnadňovalo míření. Situace se ustálila během noci, poté co dorazily jednotky z Kuwany coby posila.

### Střetnutí u silnice Fušimi
Téhož dne se spojené síly knížectví Sačuma a Čóšú o něco dál na jihovýchod podobně nepřesvědčivě střetly se šógunátními oddíly. Vojáci obou knížectví začali na příslušníky šógunátních jednotek střílet, když uslyšeli dělostřeleckou palbu od silnice Toba. Šógunátní síly tvořily jednotky bývalé šógunátní vlády, samurajská milice Šinsengumi a oddíly knížectví Aizu. 
Obě vojska svedla prudký boj o ovládnutí mostu Bungo (豊後橋). 

## Události 28. ledna

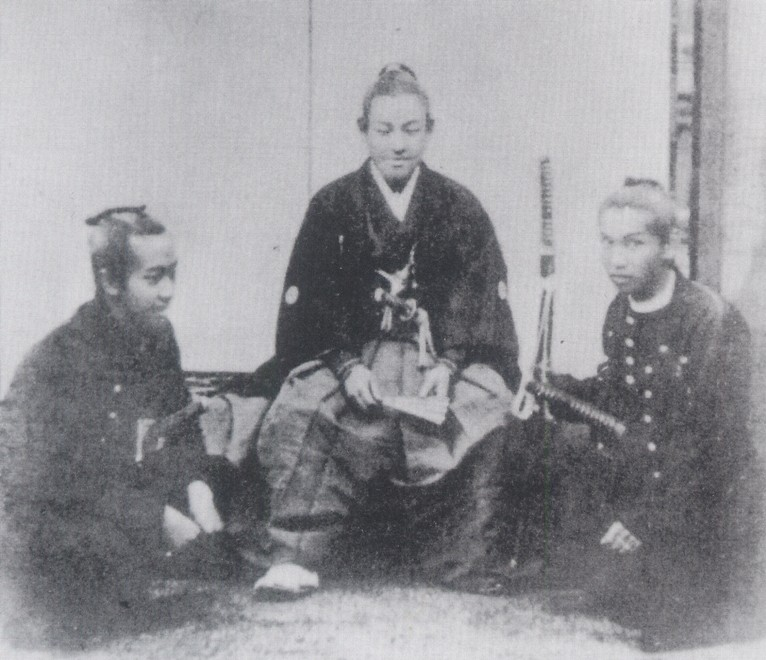
Vrchním velitelem armády byl formálně jmenován princ Jošiaki.

Dne 28. ledna předal Tomomi Iwakura Takamorimu Saigóovi a Tošimičimu Ókubovi rozkazy, jež obdržel od císaře Meidžiho, v nichž byli Jošinobu Tokugawa a jeho stoupenci prohlášeni za nepřátele dvora, a císař povolil jejich potlačení vojenskou silou. Současně povolil procísařským vojenským oddílům používat brokátové císařské korouhve. Tošimiči Ókubo je nechal zhotovit již předem a nechal je bezpečně uložit do doby, než se naskytne vhodná příležitost. Vrchním velitelem armády byl navíc jmenován princ Jošiaki, mladý dvaadvacetiletý muž, který žil jako buddhistický mnich v chrámu Ninnadži. Přestože princ neměl žádné vojenské zkušenosti, jeho víceméně formální jmenování fakticky přeměnilo síly Aliance Sacuma-Čóšú na císařskou armádu. To se ukázalo jako účinný nástroj psychologické války, který působil v řadách šógunátních jednotek zmatek, protože každý, kdo střílel na císařskou armádu, se automaticky stával zrádcem císaře.
Jednotky bývalé šógunátní vlády, které se nacházely v oblasti Toby, ustoupily a spolu s dalšími šógunátními oddíly se přeskupily v Tominomori, kde zřídily svoji velitelskou základnu. 
Mezitím se téhož dne v oblasti zátoky Awa na nedalekém Vnitřním moři uskutečnila Bitva u Awy, což byla druhá námořní bitva v japonské historii, kdy se vzájemně utkaly moderní námořní síly (tou první byla bitva v průlivu Šimonoseki v roce 1863). Šógunátní loďstvo, jemuž velel admirál Takeaki Enomoto, zaznamenalo jedno z řídkých vítězství ve válce Bošin. Na vývoj pozemní bitvy však toto střetnutí nemělo žádný vliv.

### Střetnutí u Takasegawy
Ráno 28. ledna napadly spojené síly knížectví Sačuma a Čóšú u Takasegawy (高瀬川) a Udžigawy (宇治川) opět šógunátní oddíly, které bojovaly u silnice Fušimi. Šógunátní síly tvořené jednotkami bývalé šógunátní vlády, milicemi Šinsengumi, oddíly knížectví Aizu a záškodnickými bojůvkami Júgekitai byly po tuhém boji nuceny ustoupit směrem ke hradu Jodo. 

## Události 29. ledna

### Střetnutí u Tominomori
Na šógunátní síly, které se přeskupily v Tominomori (富の森), zaútočily po ránu sacumské jednotky. Kolem poledne se za sacumsko-čóšuskými liniemi náhle objevila brokátová císařská korouhev, jedna z těch, které nechal zhotovit Tošimiči Ókubo. Zpočátku žádná z bojujících stran ten nezvyklý praporec nepoznala. K oběma museli být vysláni poslové, aby vysvětlili, o co jde. V řadách šógunátních jednotek zavládl zmatek, zatímco vojákům Aliance Sacuma-Čóšú to pozdvihlo bojovou morálku. Tasili meče a zaútočili na nepřátelské linie. Šógunátní oddíly se sice pokusily o protiútok, musely však chaoticky ustoupit. V odpoledních hodinách pak byly nuceny znovu ustoupit směrem ke hradu Jodo.
Záměrem velení šógunátních sil bylo opětovně přeskupit jednotky v oblasti hradu Jodo, ale jejich oddílům nebyl umožněn vstup do prostor hradu, protože poté, co se objevila císařská korouhev, a po následném zmateném ústupu šógunátního vojska se daimjó knížectví Jodo rozhodl přejít na císařskou stranu. Brány hradu Jodo tak zůstaly i přes prosbu velení ustupujícího vojska zavřené. Šógunátní armáda tím přišla o významný obranný bod a byla nucena pokračovat v ústupu až k Ósackému hradu. Daimjó strategicky položeného knížectví Cu tak učinil o dva dny později. 

## Události 30. ledna

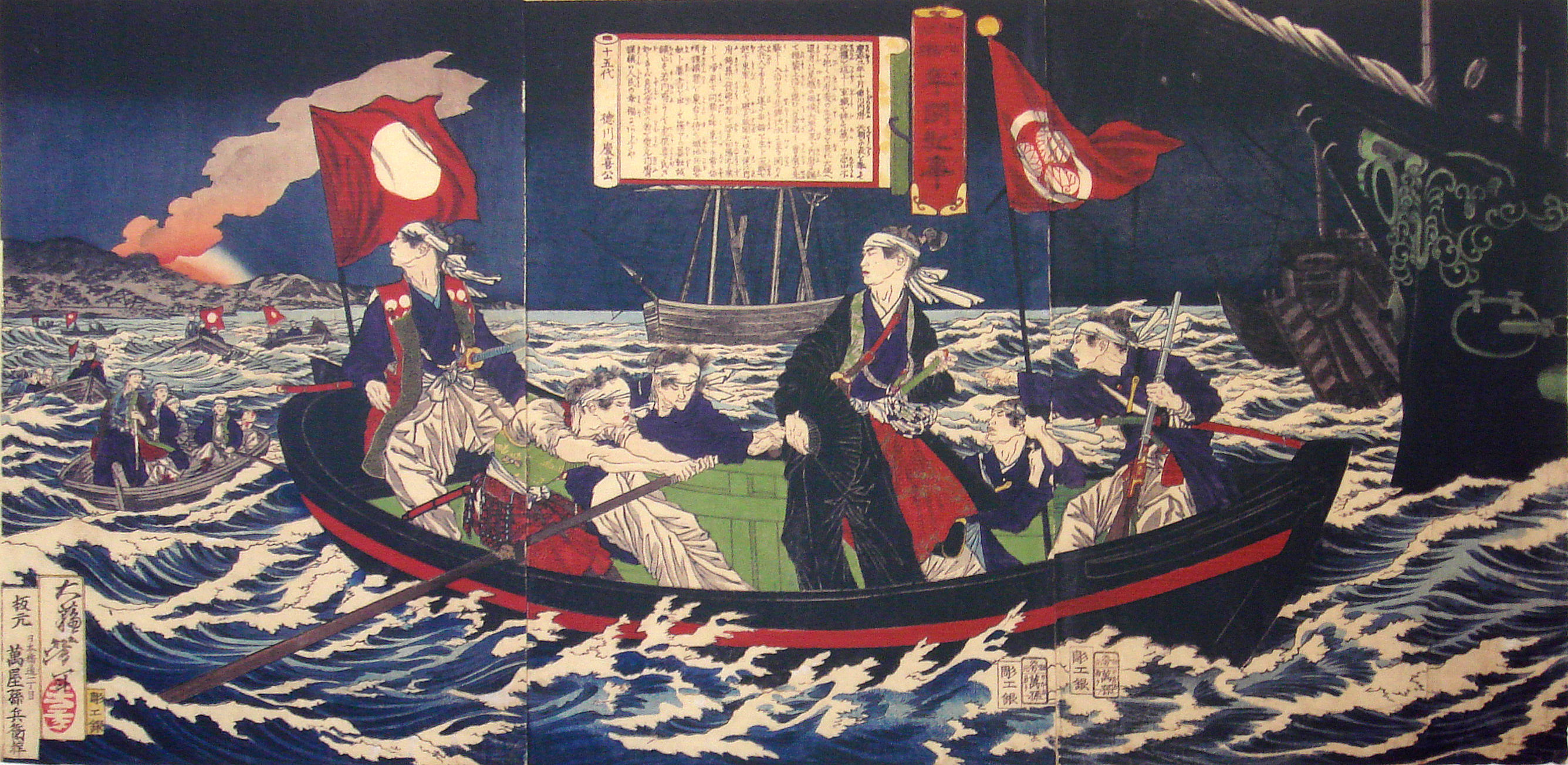
Jošinobu Tokugawa na útěku do Eda

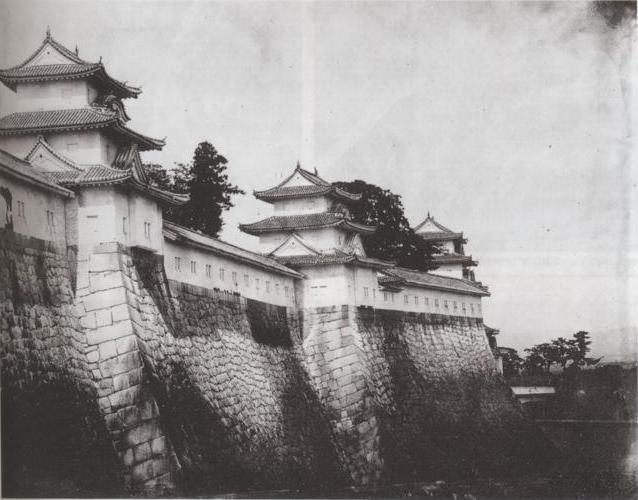
Hradby Ósackého hradu v roce 1865

Do areálu Ósackého hradu postupně přicházely ustupující oddíly šógunátního vojska. Jošinobu Tokugawa shromáždil na hradě své poradce a vojenské velitele, aby naplánovali další postup. Oznámil jim, že pro zvýšení morálky vojska osobně povede jednotky bývalé šógunátní vlády do boje jako velitel. Ještě téhož večera však v doprovodu daimjóů knížectví Aizu a Kuwana z hradu uprchl. Měl v plánu vrátit se na palubě šógunátní paroplachetní fregaty Kaijó Maru zpět do Eda. 
Fregata Kaijó Maru však nedorazila včas, a proto musel Jošinobu Tokugawa se svým doprovodem strávit noc v azylu na palubě americké dělové šalupy USS Iroquois, která kotvila v Ósacké zátoce. Kaijó Maru připlula až následujícího dne.
Poté co se zbytky šógunátního vojska, které se shromáždily na Ósackém hradě, dozvěděly o Tokugawově útěku, opustily hrad a ustoupily, čímž prakticky darovaly vítězství v bitvě u Toby a Fušimi císařským, ačkoli měly mít dostatek sil k jejich porážce. Ósacký hrad byl posléze bez odporu vydán císařským silám. Jošinobu Tokugawa později tvrdil, že jej znepokojil císařský souhlas s bojovou činností jednotek knížectví Sacuma a Čóšú, takže když se na bojišti objevila brokátová císařská korouhev, ztratil veškerou vůli bojovat.

## Dozvuky
Dopady bitvy u Toby a Fušimi naprosto neodpovídaly jejímu malému rozsahu. Prestiž šógunátní vlády dostala vážnou ránu. Řada dosud neutrálních daimjóů se nyní přiklonila k císařské straně a nabídla jí jako důkaz své loajality svoji vojenskou podporu. Ještě důležitější však bylo, že nedotažený pokus Jošinobua Tokugawy o znovuzískání moci umlčel ony členy nové císařské vlády, kteří dávali přednost mírovému řešení konfliktu.
Ósacký hrad, významný symbol Tokugawské nadvlády nad západním Japonskem, padl do rukou císařských sil. Vítězství stanovilo směřování spíš k vojenskému řešení než k politickému kompromisu.
V moderní době byl prostor bojiště u silnice Toba přeměněn na veřejný park Tobarikjúato-kóen (鳥羽離宮跡公園), kde je umístěn památník bitvy. Park Tobarikjúato-kóen se nachází mezi mostem Koeda, kde byli zakopáni sacumští vojáci, a chrámem Jónangú (城南宮), kde měly své velitelství císařské síly.